# Демонстрациона табла
Демонстрациона табла је реквизит везан за шах.
Обично је то шаховска плоча димензија 1х1 метар, најчешће са магнетним фигурама (у последње време срећемо дигиталне демонстрационе табле), на којој се публици приказује ток неке партије. Требало би да буде снабдевена имитацијом сата са лако покретљивим казаљкама, као и са редним бројевима потеза. Партије под контролом судије приказују обучени демонстратори, који на крају партије уписују резултат 1:0, 0:1 или ½:½, остављајући завршну позицију и све остале податке на увид публици, новинарима и организатору.
Употреба демонстрационих табли је уобичајена на међународним и домаћим турнирима.